# Bailén
Bailén è un comune spagnolo di 17.593 abitanti situato nella comunità autonoma dell'Andalusia.
La città di Bailen è un territorio molto ricco da un punto di vista culturale a causa della sua eredità storica caratterizzata nella quale noi possiamo apprezzare il dinamismo e la creatività di espressioni culturali andalusiane. Incrocio di strade immemorabile ed accesso naturale alla valle del Guadalquivir dalla pianura castigliano-manchiega, il ricco passato storico di Bailén rimane simboleggiato in una serie di avvenimenti militari di fama universale:
La Battaglia di Baécula che affronta le legioni romane e cartaginesi nel 208 a.C. determina l'origine della Hispania Romana.
La Battaglia dei Bassopiani di Tolosa nell'anno 1212 suppone la caduta del potere Almohadi ed il principio della Riconquista cristiana dell'Andalusia.
La Battaglia di Bailén di 1808 simboleggia il principio della Guerra dell'Indipendenza e l'inizio della Spagna Contemporanea.

## Origini ed Etimologia
Le origini di Bailén, come quello dell'immensa maggioranza delle città della Spagna, si perdono nella notte dei tempi ed incominciano a riscuotere vita quando gli Iberici prendono contatto coi popoli colonizzatori più colti del millennio anteriore a Gesù Cristo, fenici, greci, cartaginesi e romani, sorgendo così le prime notizie dalla sua esistenza e trasmettendosi la sua situazione geografica, le sue abitudini, il suo modo di vivere e le sue leggende che sono storia. I primi riferimenti bibliografici ed il primo nome coi quali si conosce al nostro paese è quello di Baritto, vocabolo di origine turdetano che sembra essere originato dal villaggio fenicio esistente. Più tardi fu conosciuto dai greci come Baikol e Besur. Già in epoca romana fu chiamata coi nomi di Baécula-Caecilia e Baécula-betica. Civiltà che videro solo in lei una zona di sfruttamento, per essere la strada Baécula-Cástulo (Bailén-Linares) un posto ricco in giacimenti di piombo, argento, oro e rame.

## Storia antica
Nel 237 a.C. il generale cartaginese Amílcare Barca comincia la conquista del sud della Penisola Iberica senza dimenticarsi degli importanti villaggi minerari della regione.  Nel 208 a.C. da quando erano passati otto anni che era cominciata la Seconda Guerra Punica tra romana e cartaginesi, Publio Cornelio Scipione detto "L'Africano" ed Asdrúbale Barca, fratello di Annibale, si affrontano sui campi di Bailén, il confronto fu favorevole al primo in una battaglia decisiva che determinò il declino del potere cartaginese nel Mediterraneo ed l'inizio della Hispania romana. L'ultimo dei Barca, Asdrubale poté fuggire dalla sconfitta di Baécula nel 208, arruolò soldati ed attrezzi e si diresse verso l'Italia seguendo i passi di suo fratello Annibale. Il passo verso la valle del Guadalquivir rimaneva libero per i romani, Scipione installò i suoi veterani Italici e comincia la profonda e duratura romanizzazione della Betica

## La Battaglia

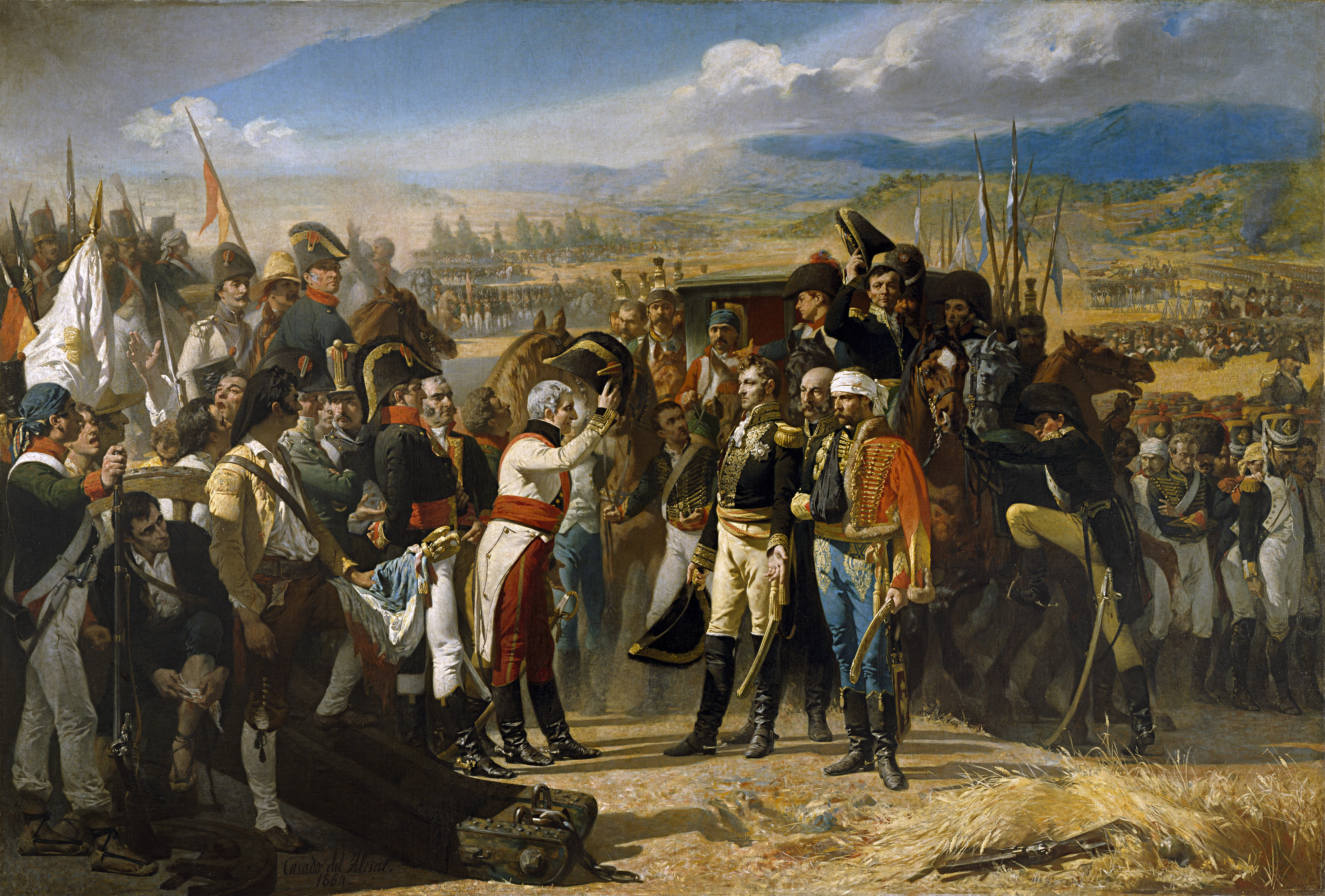
Resa della battaglia di Bailén.

A Bailén il 19 luglio 1808 si svolse una battaglia, dove il generale francese Dupont, accerchiato e sconfitto dalle truppe spagnole del generale Castaños, firmò la resa dei suoi 18.000 soldati e rientrò in patria (ove fu processato e condannato al carcere per questo fatto).